# DEMISZ
A Magyar Demokratikus Ifjúsági Szövetség (rövidítése:DEMISZ) a Magyar Kommunista Ifjúsági Szövetség (KISZ) jogutód szervezete volt.

## Története
1989. április 22-én tartották a KISZ XII. kongresszusát. Még ugyanezen a napon a XII. kongresszus résztvevőiből -  a KISZ jogutódjaként -  megalakult a Demokratikus Ifjúsági Szövetség (DEMISZ), amely kinyilvánította a függetlenségét a Magyar Szocialista Munkáspárttól.
Az utódszervezet elnevezésére többféle változat is felmerült. Végül a Magyar Demokratikus Ifjúsági Szövetség (DEMISZ) mellett szavaztak. A "demokratikus" jelző a változást suggalta, míg a folytonosságot a megújulásban a vezető személye volt hivatott garantálni.  Nagy Imre, a KISZ utolsó elnöke  lett a DEMISZ elnöke. (Bár sok jelölést kapott Kiss Péter, a KISZ Budapesti Bizottságának első titkára, valamint Gyurcsány Ferenc, a KISZ KB titkára is, de egyikük sem vállalta az indulást.) A KISZ vagyonát a DEMISZ örökölte.
Nagy Imre 1989 novemberében távozott a DEMISZ éléről. 

## Vagyonelszámoltatás
Az elmúlt rendszerhez kötődő egyes társadalmi szervezetek vagyonelszámoltatásával összefüggő intézkedésekről szóló 1993. évi IV. törvény rendelkezéseinek megfelelően a DEMISZ egyes tagszervezetei elszámoltak, míg mások pedig vagy nem nyújtottak be elszámolást vagy az nem volt elfogadható.  Ez utóbbi szervezetek ingatlanaira elidegenítési és terhelési tilalmat jegyeztek be a törvény alapján.